# Orthocladius bilobatus
Orthocladius bilobatus är en tvåvingeart som först beskrevs av Jean-Jacques Kieffer 1915.  Orthocladius bilobatus ingår i släktet Orthocladius och familjen fjädermyggor.
Artens utbredningsområde är Frankrike. Inga underarter finns listade i Catalogue of Life.